# Interestatal 97
La Interestatal 97 (abreviada I-97) es una autopista interestatal ubicada en el estado de Maryland. La autopista inicia en el sur desde la I-595 cerca de Annapolis, sigue hacia el norte hasta la I 895  cerca de Baltimore. La autopista tiene una longitud de 28,4 km (17.62 mi).

## Mantenimiento
Al igual que las carreteras estatales, las carreteras federales, la Interestatal 97 es administrada y mantenida por el Departamento de Transporte de Maryland (MDOT por sus siglas en inglés).

## Cruces
La Interestatal 97 es atravesada principalmente por la:

MD 3  cerca de Millersville

MD 32  cerca de Odenton

MD 100  cerca de Severn

I 695  cerca de Baltimore.